# Clarence Geldart
Clarence Geldart, né le 9 juin 1867 au Nouveau-Brunswick (lieu exact inconnu, Canada) et mort le 13 mai 1935 à Calabasas (Californie), est un acteur et réalisateur canadien (parfois crédité Clarence Geldert).

## Biographie
Installé aux États-Unis, Clarence Geldart débute au théâtre et joue notamment à Broadway (New York) dans deux pièces avec Richard Mansfield dans les rôles-titres, Henri V de William Shakespeare (1900) puis une adaptation du roman Monsieur Beaucaire de Booth Tarkington (1901-1902).
Au cinéma (principalement durant la période du muet), il contribue cent-trente-six films américains (dont des westerns), depuis Jordan Is a Hard Road d'Allan Dwan (1915, avec Dorothy Gish et Frank Campeau) jusqu'à Go-Get-'Em, Haines (en) de Sam Newfield (1936, avec William Boyd et Sheila Terry), sorti plus d'un an après sa mort à 67 ans, en 1935, d'une crise cardiaque.
Entretemps, mentionnons Le Trésor de William Desmond Taylor (1919, avec Mary Pickford et Douglas MacLean), L'Échange de Cecil B. DeMille (1920, avec Gloria Swanson et Thomas Meighan), L'Opinion publique de Charlie Chaplin (1923, avec Edna Purviance et Carl Miller), La Treizième Chaise de Tod Browning (1929, avec Conrad Nagel et Leila Hyams) et Rêves brisés de Robert G. Vignola (1933, avec Randolph Scott et Martha Sleeper).
De plus, il est le réalisateur de deux films muets américains, Wasted Lives (1923, avec Winter Hall et Lillian Leighton) et My Neighbor's Wife (en) (1925, avec Helen Ferguson et Herbert Rawlinson).

## Théâtre à Broadway (intégrale)
- 1900 : Henri V (King Henry V) de William Shakespeare
- 1901-1902 : Monsieur Beaucaire (Beaucaire), adaptation par Evelyn Greenleaf Sutherland du roman éponyme de Booth Tarkington

## Filmographie partielle

### Acteur

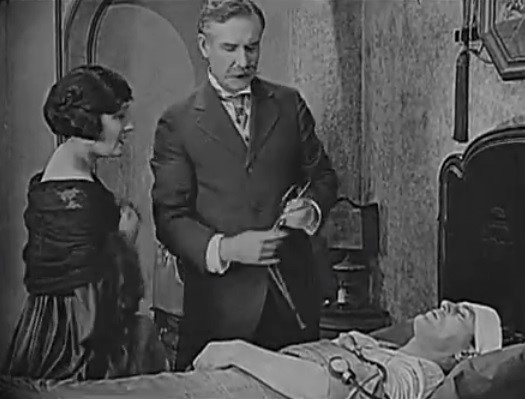
Avec Gloria Swanson et Thomas Meighan (couché), dans L'Échange (1920)

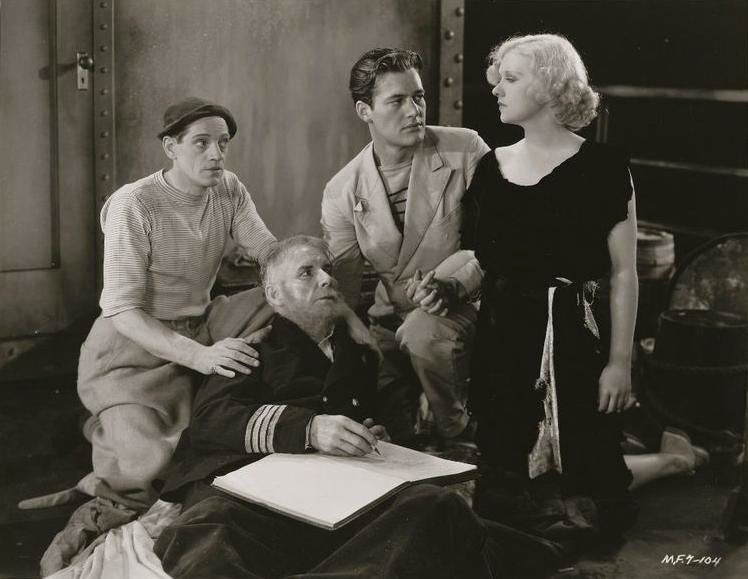
De g. à d. :, Clarence Geldart, Charles Starrett et Anita Page, dans Jungle Bride (1933)

- 1915 : Jordan Is a Hard Road d'Allan Dwan : rôle non spécifié
- 1916 : The Fall of a Nation (en) de Thomas F. Dixon Jr. : Général Arnold
- 1917 : La Petite Américaine (The Little American) de Cecil B. DeMille et Joseph Levering : le commandant du sous-marin
- 1917 : Those without Sin de Marshall Neilan
- 1917 : The Golden Fetter d'Edward LeSaint : Flynn
- 1918 : La Blessure qui sauve (The Hidden Pearls) de George Melford : Capitaine A. Todd
- 1918 : Till I Come Back to You de Cecil B. DeMille
- 1918 : The Goat de Donald Crisp
- 1918 : Le Mari de l'Indienne ou Un cœur en exil (The Squaw Man) de Cecil B. DeMille : l'avocat
- 1919 : Le Trésor (Captain Kidd, Jr.) de William Desmond Taylor : David Grayson
- 1919 : Le Remplaçant (en) (Johnny Get Your Gun) de Donald Crisp : le directeur
- 1919 : Après la pluie, le beau temps (Don't Change Your Husband) de Cecil B. DeMille : le directeur du casino
- 1919 : Maggie Pepper de Chester Withey : le détective
- 1919 : It Pays to Advertise de Donald Crisp
- 1919 : Everywoman de George Melford : le commissaire-priseur
- 1919 : Le Démon de la vitesse (The Roaring Road) de James Cruze
- 1920 : L'Antiquaire (Crooked Streets) de Paul Powell : Silas Griswold
- 1920 : Held by the Enemy (en) de Donald Crisp : Major-Général Stanton
- 1920 : La Princesse Alice (en) (The Prince Chap) de William C. de Mille : Helmer
- 1920 : Le Quatorzième Convive (en) (The Fourteenth Man) de Joseph Henabery : Major McDowell
- 1920 : L'Échange (Why Change Your Wife?) de Cecil B. DeMille : le docteur
- 1920 : Toujours de l'audace (en) (Always Audacious) de James Cruze : Theron Ammidown
- 1920 : Sick Abed de Sam Wood
- 1921 : L'Heure suprême (The Great Moment) de Sam Wood : Bronson
- 1921 : Nos chers disparus (en) (All Soul's Eve) de Chester M. Franklin : Dr Sandy McAllister
- 1921 : Romance d'autrefois (en) (The Lost Romance) de William C. de Mille : le lieutenant de police
- 1922 : La Crise du logement (Rent Free) d'Howard Higgin : Comte de Mourney
- 1923 : L'Opinion publique (A Woman of Paris) de Charlie Chaplin : le père de Marie
- 1923 : L'Esprit de la chevalerie (Richard the Lion-Hearted) de Chester Withey : Conrad de Montferrat
- 1923 : La Rançon d'un trône (Adam's Rib) de Cecil B. DeMille : James Kilkenna
- 1924 : Le Taciturne (en) (North of 36) d'Irvin Willat : Colonel Griswold
- 1924 : Love's Whirlpool de Bruce M. Mitchell
- 1925 : Un sympathique bandit (en) (The Bandit's Baby) de James Patrick Hogan : le shérif
- 1926 : Hands Across the Border (en) de  David Kirkland : Don Castro
- 1926 : The Flaming Forest de Reginald Barker
- 1927 : Dress Parade de Donald Crisp : le commandant
- 1929 : La Treizième Chaise (The Thirteenth Chair) de Tod Browning : Commissaire Grimshaw
- 1929 : Le Spectre vert (The Unholy Night) de Lionel Barrymore : Inspecteur Lewis
- 1931 : Papa longues jambes (Daddy Long Legs) d'Alfred Santell : le prêtre
- 1932 : Emma de Clarence Brown : un juge
- 1932 : Hypnose (Thirteen Women) de George Archainbaud : le coroner
- 1933 : L'Homme de Monterey (The Man from Monterey) de Mack V. Wright : le colonel
- 1933 : Notorious but Nice de Richard Thorpe : le vieil homme
- 1933 : Jungle Bride d'Harry O. Hoyt et Albert H. Kelley : Capitaine Andersen
- 1933 : Rêves brisés (Broken Dreams) de Robert G. Vignola : Dr Fleming
- 1934 : Train de luxe (Twentieth Century) d'Howard Hawks : Colonel Merriweather
- 1934 : Notre pain quotidien (Our Daily Bread) de King Vidor : un membre de la communauté
- 1934 : Le Comte de Monte-Cristo (The Count of Monte Cristo) de Rowland V. Lee : un docteur
- 1934 : Marie Galante d'Henry King : le docteur au port
- 1935 : Mississippi de Wesley Ruggles et A. Edward Sutherland : le directeur de l'hôtel
- 1936 : Go-Get-'Em, Haines (en) de Sam Newfield : Henry Kent

### Réalisateur (intégrale)
- 1923 : Wasted Lives
- 1925 : My Neighbor's Wife (en)